# محمد سوم
محمّدِ سوّم (زادهٔ ۲۶ مه ۱۵۶۶ مانیسا – درگذشتهٔ ۲۱ دسامبر ۱۶۰۳ استانبول) سیزدهمین سلطان امپراتوری عثمانی بود. محمد اولین پسر مراد سوم از صفیه سلطان و جانشین او بود. 
محمّدِ سوّم در سال ۱۵۹۶ قلعه ارلو را تسخیر کرد وی در حال جنگ با خاندان‌های هابسبورگ و ترانسیلوانیا بود، در این جنگ‌ها در نبرد مزوکرستیس هر دو امپراتوری را شکست داد. او در سال ۱۶۰۳ در سن ۳۷ سالگی توسط زهر کشته شد و در مسجد ایاصوفیه دفن گردید.

## خانواده

### همسران
- خندان سلطان، (درگذشته ۱۲/۲۷ نوامبر ۱۶۰۵ استانبول، در مقبره محمد سوم در ایا صوفیه دفن شد)
- حلیمه سلطان، (درگذشته ۱۶۲۴ استانبول، در مقبره مصطفی یکم در ایا صوفیه دفن شد)

#### فرزندان
- شاهزاده سليم (تولد ۱۵۸۵ مانیسا – درگذشته ۱۵۹۷ استانبول در مسجد ایاصفویه دفن شد)
- شاهزاده سلطان محمود (تولد ۱۵۸۶ مانیسا – اعدام ۷ ژوئن ۱۶۰۳ استانبول در مسجد شاهزاده دفن شد)
- سلطان احمد یکم (تولد ۹ می ۱۵۸۸ مانیسا – درگذشته ۲۲ نوامبر ۱۶۱۷ استانبول، در مقبره احمد یکم در مسجد آبی دفن شد.)
- شاهزاده سليمان (تولد ۱۵۹۰ مانیسا – درگذشته ۱۶۰۳ استانبول در مسجد ایاصفویه دفن شد)
- شاهزاده جهانگیر (تولد ۱۵۹۹ مانیسا – درگذشته ۱۶۰۲ استانبول در مسجد ایاصفویه دفن شد)
- سلطان مصطفی یکم (تولد ۱۶۰۰ استانبول – مرگ ۲۰ ژانویه ۱۶۳۹ استانبول، در مقبره مصطفی یکم در ایا صوفیه دفن شد)
- ‌ دلربا سلطان (متولد ۱۵۹۲ مانیسا - درگذشته ۱۶۲۸ استانبول در مسجد ایاصفویه دفن شد) او با کارا داوود پاشا ازدواج کرد

## نگارخانه

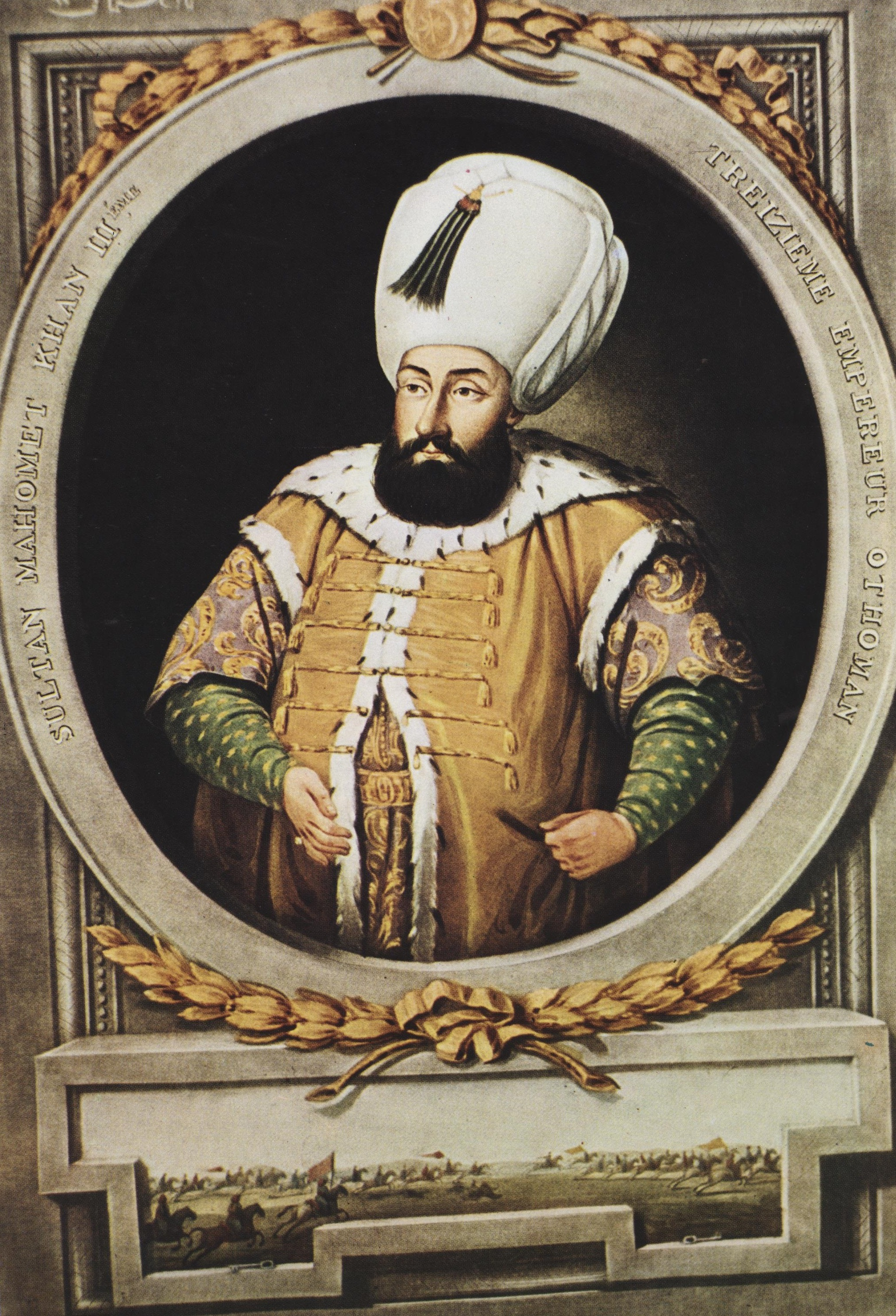
سلطان محمد ثالث
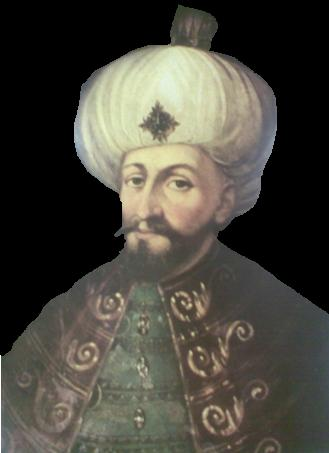
نگاره‌ای از محمد سوم
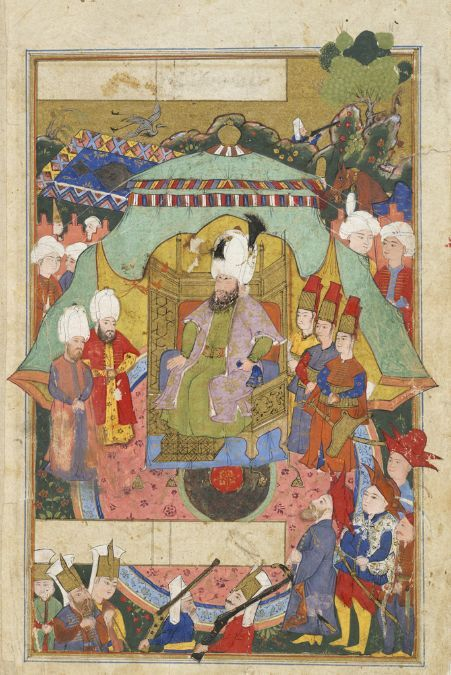
مینیاتوری از بر تخت نشستن سلطان محمد سوم، برگ ناتمام از یک نسخه خطی مصور
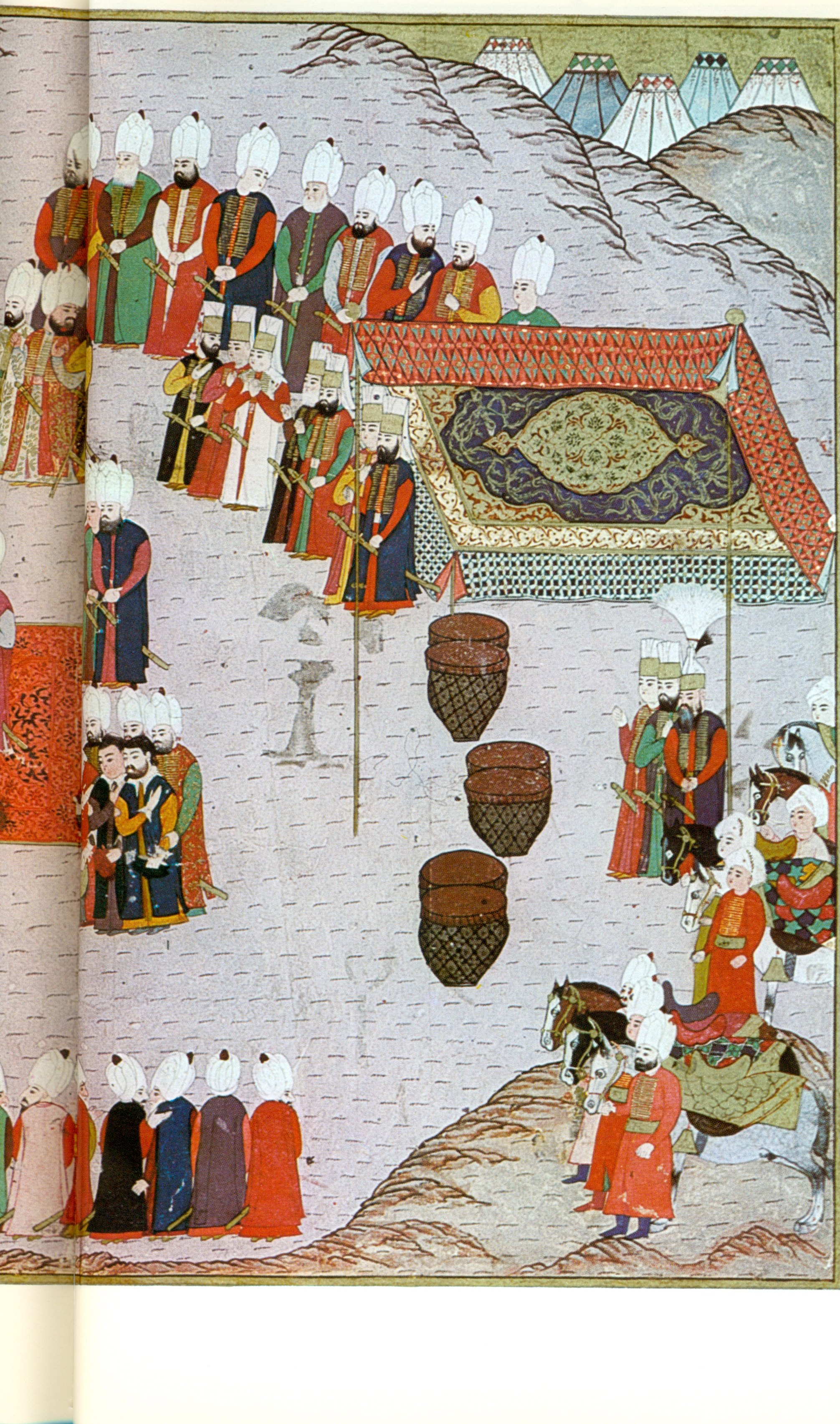
مینیاتوری از تسلیم اگر به محمد سوم، سال ۱۵۹6 (2)
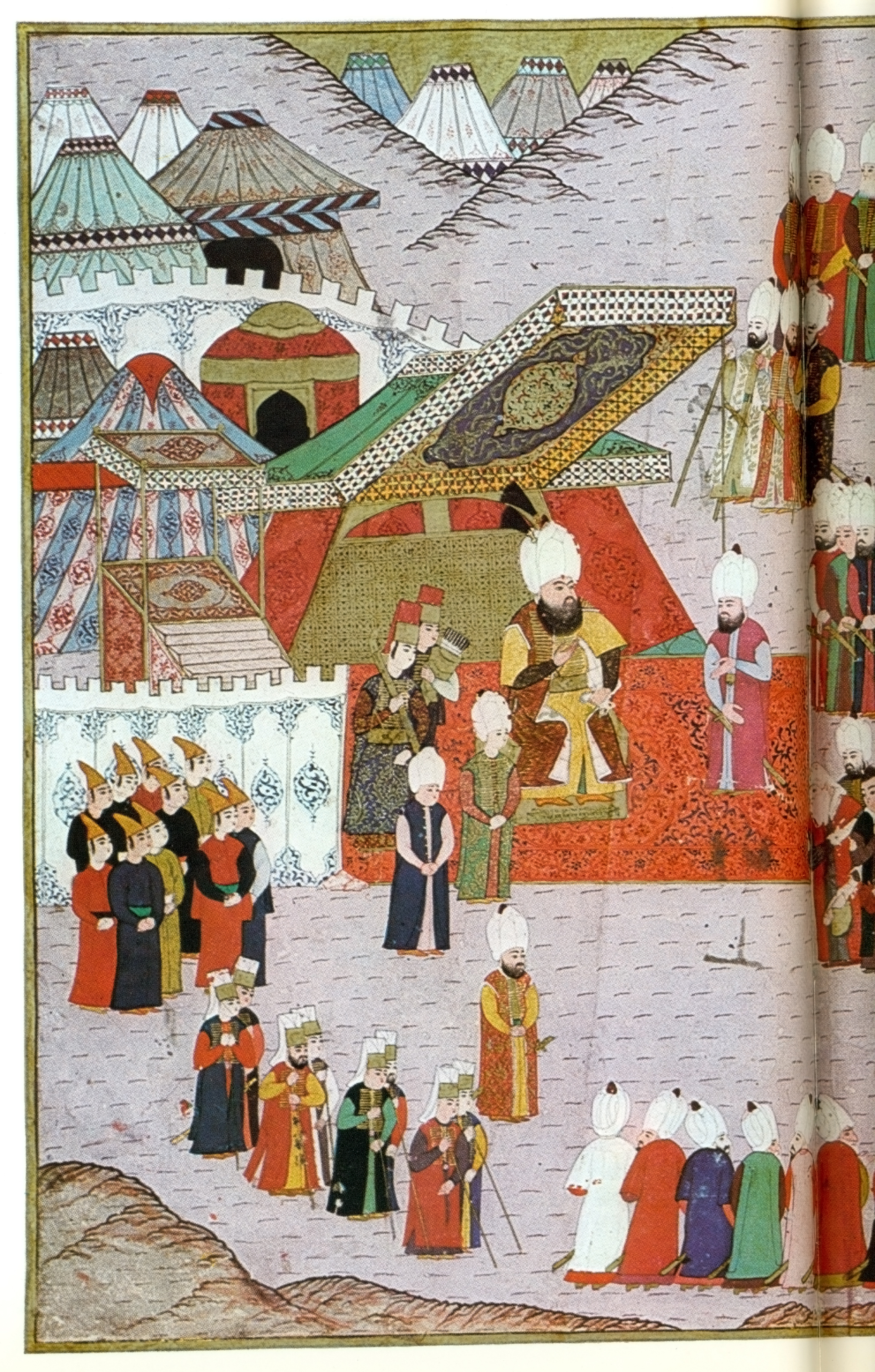
مینیاتوری از تسلیم اگر به محمد سوم، سال ۱۵۹6 (1)
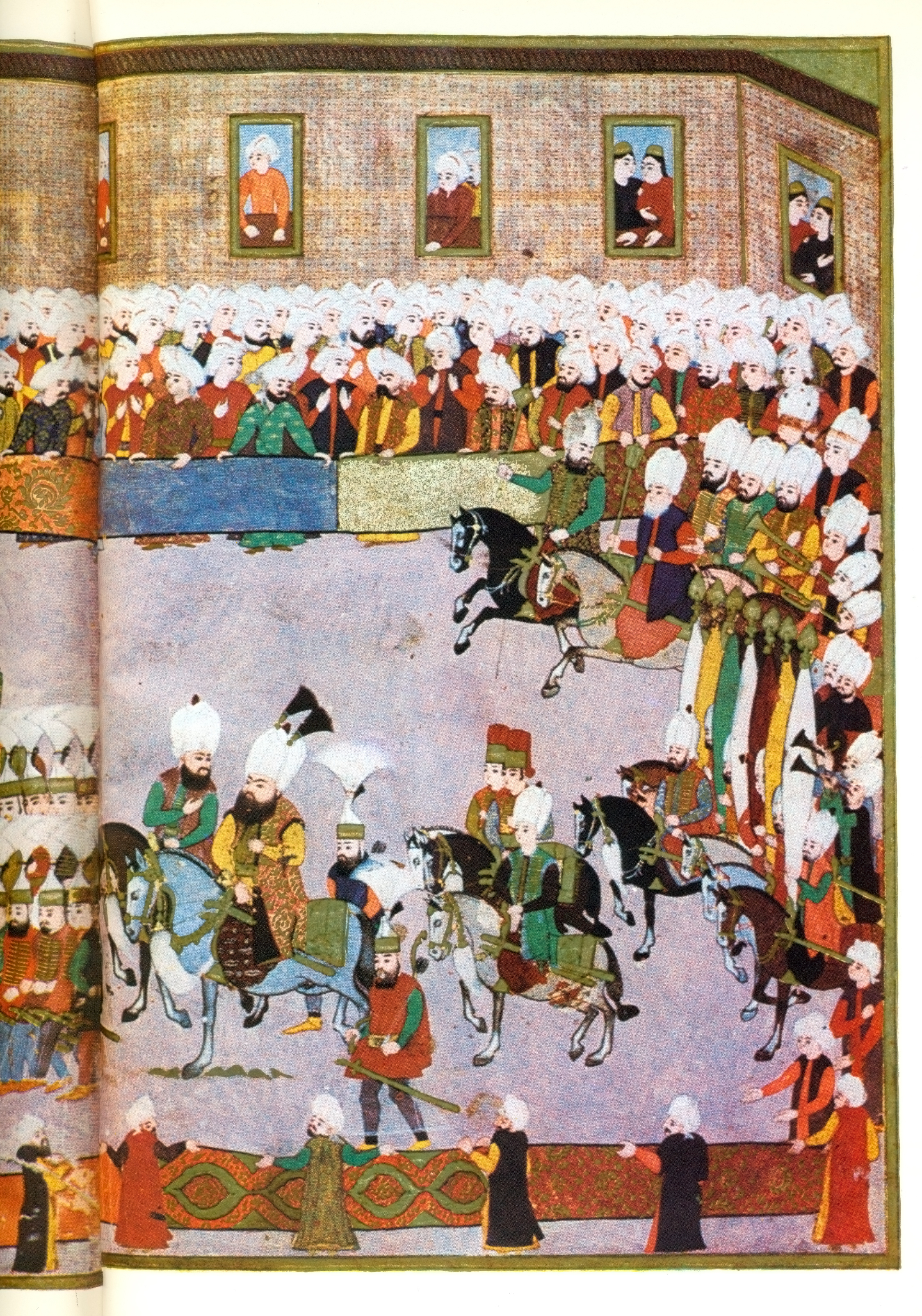
رژه پیروزی محمد سوم پس از فتح اگر (۲)
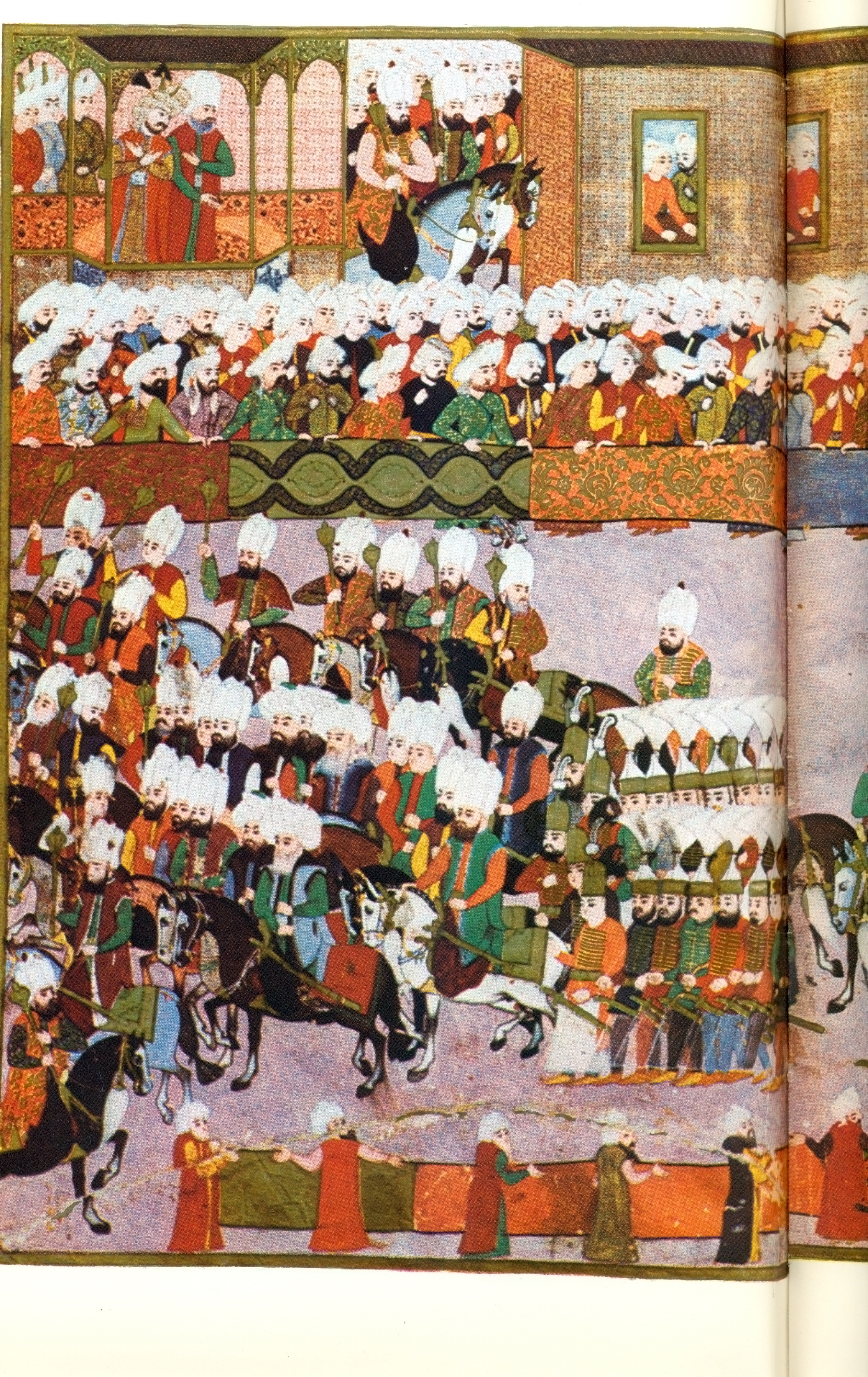
رژه پیروزی محمد سوم پس از فتح اگر (۱)
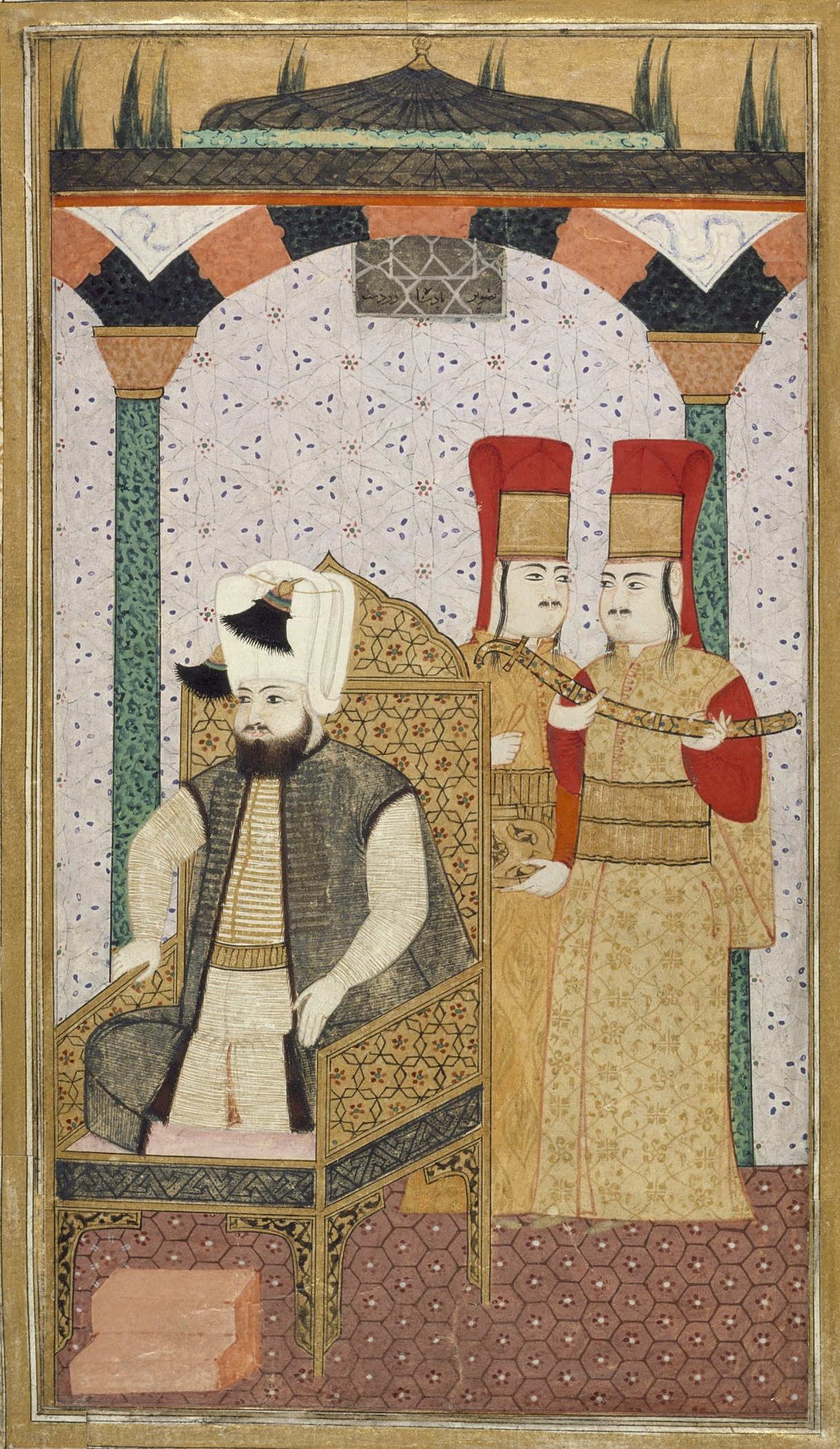
سلطان محمد خان بر روی تخت سلطنت و دو ینی‌چری ایستاده در پشت او
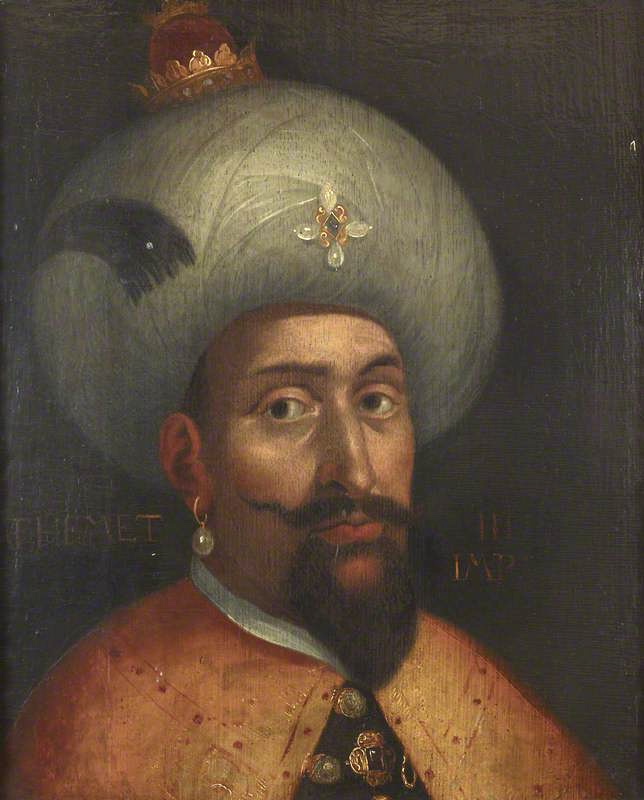
پرتره‌ای از سلطان محمد خان
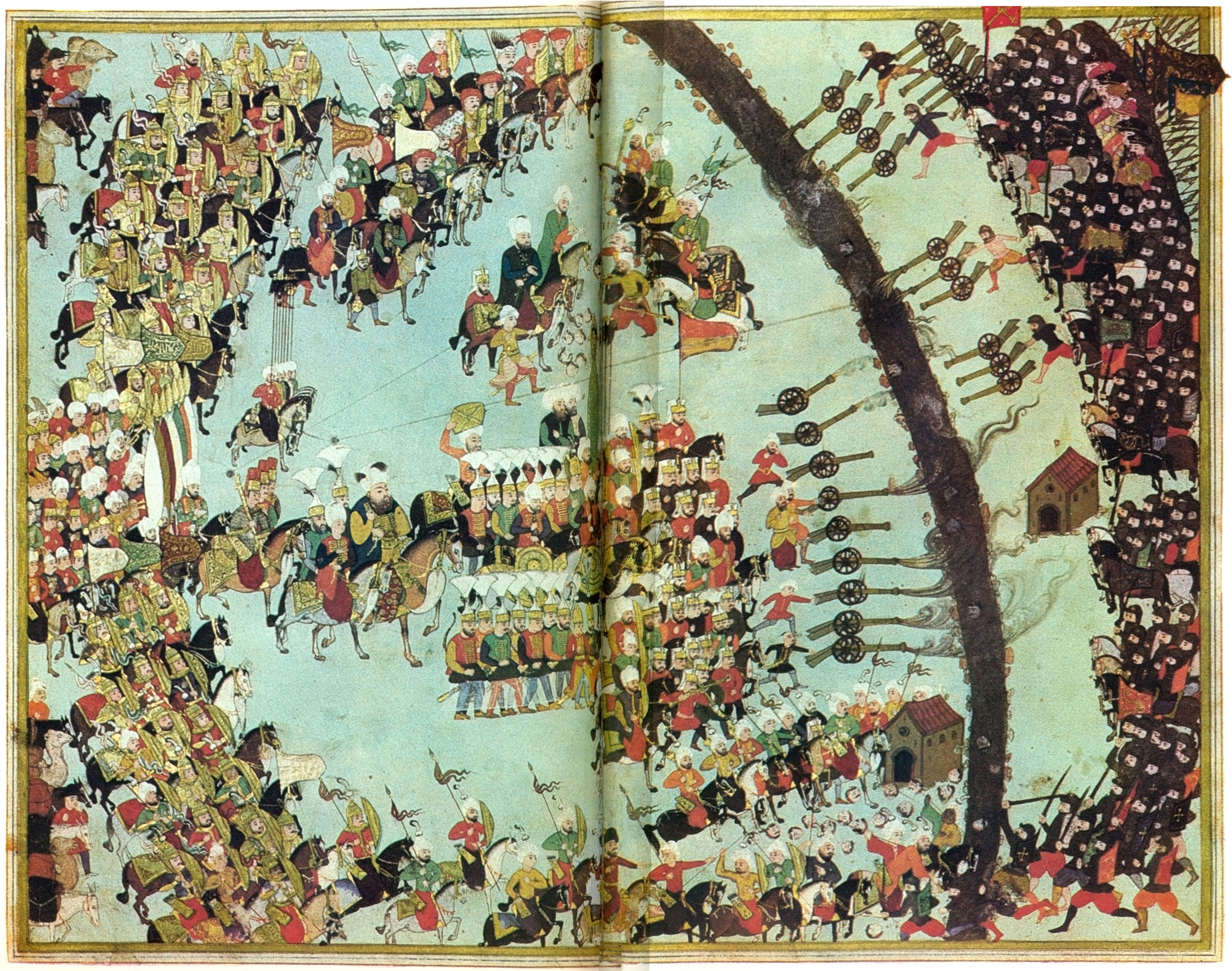
نبرد مزوکرستیس، سال ۱۵۹۶
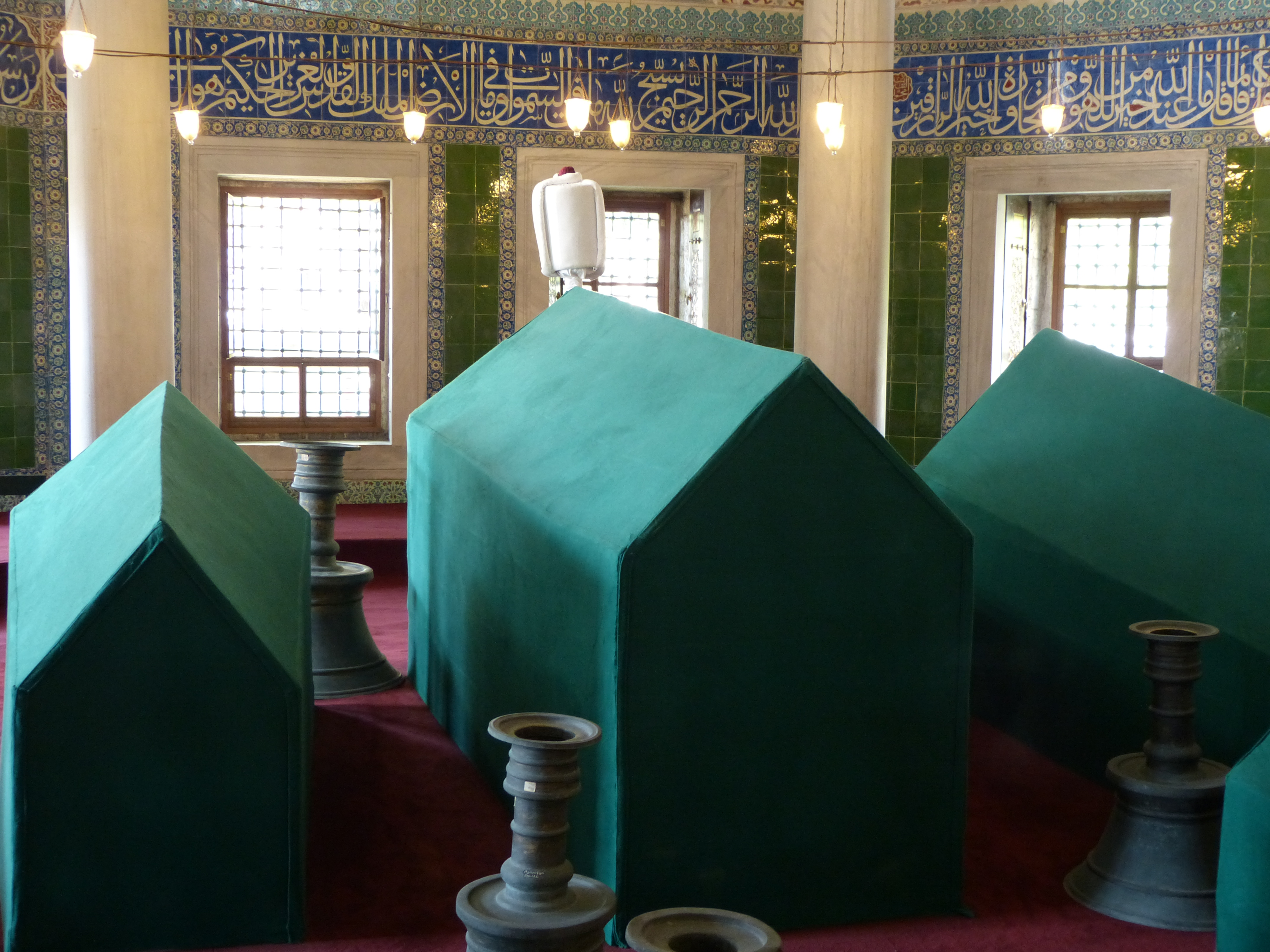
مقبره محمد سوم، مسجد ایاصوفیه، استانبول